# بيل غاردنر (لاعب هوكي الجليد)
بيل غاردنر هو لاعب هوكي الجليد كندي، ولد في 18 مارس 1960 في تورونتو في كندا.

## وصلات خارجية
- بيل غاردنر على موقع دوري الهوكي الوطني (الإنجليزية)
- بيل غاردنر على موقع قاعة مشاهير الهوكي (لاعب أن.إتش.أل) (الإنجليزية)
- بيل غاردنر على موقع EliteProspects.com (الإنجليزية)
- بيل غاردنر على موقع HockeyDB.com (الإنجليزية)
- بيل غاردنر على موقع Hockey-Reference.com (الإنجليزية)